# Януш Збаразький
Януш Збаразький, також Іван Збаразький, гербу Корибут (перед 1553 — 1608) — руський князь, військовий діяч та урядник Речі Посполитої. Староста кременецький (1574—1608), пінський (1581—1590), воєвода брацлавський (1576—1608). 

## Біографія
Народився в родині кременецького старости Миколи Збаразького та його першої дружини, Марії Козечанки.
За дарчим документом, виданим його дружиною княгинею Анною Четвертинською 30 березня 1564 року, дістав у «вічне» володіння маєтки, розташовані на території Брацлавщини: половину сіл Немирова, Боблова, Хвостівця, Бандурівця, Соколець, половину селища Медвежого і 10 селищ (серед останніх, зокрема, Животів).
1575 р. розбив татарську орду під Збаражем, а 1578 — під Брацлавом. 1577 р. Переконав Івана Підкову поїхати у Немирів на переговори з представниками короля Стефана Баторія, за наказом якого його було заарештовано і страчено у Львові. Разом з гетьманом Станіславом Жолкєвським   та командував коронними військами під час придушення повстання Северина Наливайка 1594-96.
Був 1580 року разом із гетьманом Самійлом Зборовським в поході на Московське царство під Великими Луками та Торопцем. Під Торопцем командував відділком приблизно з 2400 вершників (серед них, разом з іншими вибраними ротами кавалерії, був батько Станіслава Конєцпольского — Александр Конєцпольський), на їх чолі розбив 10000-не військо московитів воєводи князя Василія Хілкова. Під час облоги Пскова виконував обов'язки квартирмейстера та командував всіма наємними ротами. По виїзду з обозу Яна Мелецького став правою рукою Яна Замойського. Поряд з Ольбрахтом Радзивілом був головним негоціантом мирних переговорів в Ямі Запольскій. 
По поверненню став одним з головних кандидатів на Інфлятське воєводство, але згодом відмовився і повернувся додому. Ще в 1576 році отримав номінацію на Брацлавське воєводство. В нагороду за війни з Москвою в 1581 році отримав пінське староство (в 1590 році формально передав його старшому сину).
1589 року не зміг оборонити Старий Збараж від нападу татарських військ, котрі взяли фортецю приступом і частково (чи сильно) знищили. 1591 року, перебуваючи у Кракові, виступив на захист протестантів перед утисками католиків. 1596 р. брав учать у переговорах з папським послом Гаєтаном про організацію ліги проти Османської імперії. Під час рокошу Зебжидовського став на сторону короля Сигізмунда ІІІ Вази.
1600 року «на місці старожитнього монастиря» в Залужжі уфундував Спасо-Преображенську церкву.
Виступав в обороні волинської шляхти проти свавілля коронного уряду. В 1607 році при спробі королем затвердити на луцьку кафедру єпископом Євстахія (Єло-Малинського) підписав протестацію зі зверненням грубого порушення церковних канонів, оскільки єпископ-номінант не прийняв чернечого постригу. При спробі маніпулювати люблінськими привілеями щодо дії статутів на території Волині, і вручити йому королівського листа писаного польською мовою відмовляв:
|  | За приверненьемъ земли Волынское ку Коруне Польскои, данъ есть привилеи, абы земля Волынская своимъ правомъ и статутом справовалася, и листы его кролевскои млсти до всих обывателеи земли Волынское абы не инъшим языком ани писмом, толко руским писаны были. |

## Сім'я
Завдяки шлюбу з княжною Анною Четвертинською († бл.1581) — єдиною донькою королівського придворного князя Матвія Четвертинського та його другої дружини Євдоксії Вагановської, отримав як посаг за нею значні володіння родини князів Четвертинських. Діти:
- Юрій
- Христофор.